# 胡貴嬪 (宋度宗)
胡貴嬪（?—?），南宋皇帝宋度宗的妃嫔，姓胡氏。

## 生平
其父胡显祖，咸淳八年（1272年），明堂礼成，祭祀景灵宫。天下大雨，宰相贾似道希望度宗雨停後再回去。胡显祖为带御器械，负责皇帝马车，请皇帝仿照开禧故事，不坐辂车，乘逍遥辇还宫，宋度宗说先问问平章贾丞相，胡显祖骗皇帝：“平章已允许乘逍遥辇还宫乐。”宋度宗遂回宫。贾似道大怒：“我为大礼使，陛下举动不得预知，请求罢政。”即日出嘉会门，宋度宗留之不得，于是罢免胡显祖，流着泪把胡贵嫔送去作尼姑，贾似道才归朝。